# Mykoła Hawryłenko
Mykoła Ostapowycz Hawryłenko (ukr. Микола Остапович Гавриленко, ros. Николай Евстафьевич Гавриленко, ur. 1908 w Nowomoskowśku, zm. 1968) – polityk Ukraińskiej SRR.

## Życiorys
Od 1930 należał do WKP(b), w 1941 pełnił funkcję I zastępcy szefa Wydziału Kadr KC KP(b)U. Podczas wojny z Niemcami był komisarzem Sztabu Oddziałów Partyzanckich Frontu Południowo-Zachodniego i Frontu Woroneskiego w stopniu komisarza batalionowego, po wojnie w latach 1945–1952 był przewodniczącym Komitetu Wykonawczego Rady Miejskiej Dniepropietrowska, a 1952–1954 Komitetu Wykonawczego Dniepropietrowskiej Rady Obwodowej. Od 26 marca 1954 do 17 stycznia 1956 był członkiem Komisji Rewizyjnej KPU, a w latach 1957–1963 ponownie przewodniczącym Komitetu Wykonawczego Rady Miejskiej Dniepropietrowska.